# Carlos Duarte (pianista)
Carlos Duarte (Caracas, 1 de junio de 1957 - Caracas, 13 de abril de 2003) fue un compositor y pianista venezolano, destacado intérprete de música clásica y contemporánea.

## Biografía
Sus primeros estudios los realizó en Caracas, bajo la tutela de la profesora Gerty Haas. A los 11 años dio su primer recital. En 1973 ganó el Premio Nacional de Composición, que ganaría en dos ocasiones más. A los 16 años sería su debut con orquesta, estrenando su Tercer Concierto para piano (Microcón nº 3) dirigido por el compositor griego Iannis Ioannidis. Continuó sus estudios en Montreal con Marek Jabloski; Bruselas, con el profesor Van Rossun; Buenos Aires, con Elizabeth Westtherkampf, en USA (Universidad de Indiana) con Jorge Bolet y Alfonso Montecino, con Magda Tagliaferro y Madeleine Malraux en París y María Curcio en Londres. Se presentó con las orquestas más reconocidas de su país y realizó conciertos y giras por diversos países de Europa, América y Japón. En su ejecución lo caracterizó el cuidado por la obra en micro (desarrollo propio de cada compás) y macro (espíritu general de la obra). Su costumbre era entrar al escenario y probar el piano con algún acorde, luego esperar al silencio absoluto de la sala, para poder dominarlo a su antojo.
Como intérprete destacó su labor en el campo de la música contemporánea. Estrenó varias obras de compositores contemporáneos en Venezuela, entre otros Alfred Schnittke, Andrzej Panufnik, Henryk Górecki, Aaron Copland, André Jolivet y el estreno mundial del Concierto para piano y orquesta del compositor colombiano Blas Emilio Atehortúa, dirigido por el mismo compositor. 
Como compositor, Duarte se destacó en la creación de pequeñas piezas para piano y obras para el teatro. Realizó varias grabaciones con obras suyas y de otros compositores. Ver su lista de obras en la referencia de fuentes. Destacan:
- Música para las obras de teatro Jav&Jos, El último Minotauro y Clitemnestra.
- Sinfonietta La Mar, para piano y orquesta.
- Piano Recital. AVR
- Piano Works. AVR
- Suite de los Silencios.
- Concierto de la canción triste.
- Quinteto de Fin de Siglo (1999), para piano y cuarteto de cuerdas. Luego se haría un arreglo para orquesta. De un solo movimiento, la obra ronda los 22 minutos de duración en un recorrido sonoro bélico, profundo y hermosamente armónico.

Su última pieza compuesta fue un réquiem (misa de difuntos), el Requiem para un idiota, para piano (su voz), coro, 8 clarinete, 8 fagotes, 8 contrafagotes y 8 contrabajos. Se estrenó el 30 de abril de 2006 por la Orquesta Sinfónica Municipal de Caracas dirigida por Rodolfo Saglimbeni y con su amigo Arnaldo Pizzolante en el piano.
Fue profesor de la maestría de música de la Universidad Simón Bolívar de Caracas, además de pianista de la Orquesta Sinfónica Municipal hasta que lo relevara Sadao Muraki, quien fue su destacado alumno. A este artista habrá que recordarlo como un creador que se negó a plegarse al poder, en un país donde es difícil vivir de la cultura. Siempre reclamó respeto para su trabajo y por el de sus colegas con palabras guerreras.
Muere en horas de la mañana a causa de un infarto. Sus restos fueron cremados el 14 de abril de 2003 en el Cementerio del Este.

## Premios
- 1974. Premio Nacional de Composición de Venezuela.
- 1980. Premio en el Concurso Internacional de Piano-Dúo de Múnich.
- 1989. Premio de la Crítica Musical Nacional.